# Gunung Calancang
Gunung Calancang är ett berg i Indonesien.   Det ligger i provinsen Jawa Barat, i den västra delen av landet, 150 km sydost om huvudstaden Jakarta. Toppen på Gunung Calancang är 1 667 meter över havet, eller 421 meter över den omgivande terrängen. Bredden vid basen är 9,5 km.
Terrängen runt Gunung Calancang är huvudsakligen lite bergig.Runt Gunung Calancang är det mycket tätbefolkat, med 1 632 invånare per kvadratkilometer. Närmaste större samhälle är Sumedang Utara, 12,6 km norr om Gunung Calancang. Omgivningarna runt Gunung Calancang är en mosaik av jordbruksmark och naturlig växtlighet.